# カンナダ語訳聖書
カンナダ語訳聖書（カンナダごやくせいしょ）では、キリスト教聖書のカンナダ語への翻訳を扱う。
カンナダ語はドラヴィダ語族に属し、インド南部のカルナータカ州（州都はバンガロール）の公用語である。表記にはカンナダ文字を使う。

## 歴史
1809年、セランポールの宣教師たちが初めてカンナダ語訳聖書作ったようであるが、1812年のセランポール出版社の火事で原稿は失われた。
その後、1823年に『新約聖書』が、1831年に『旧約聖書』も出版された。翻訳者にはロンドン宣教協会（London Missionary Society、略称：LMS）のジョン・ハンズ（John Hands|John Hands、ベッラーリ在住）、ウィリアム・リーヴズ（William Reeve、ベッラーリ／バンガロール在住）などが名を連ねている。後者はカンナダ語・英語辞書を編纂していて、マイソールのマーク・カッボン（Mark Cubbon）の財政的援助を受けて、ウェズレイアン出版社から出していた。
この聖書は1850年、1854年と改訂を重ね、LMSがさらに更新を続けて、1865年までには旧約新約全聖書が出版された。引き続き委員会が引き受けて、1934年にはさらなる改訂版が出版されて、これがいまでも使われている。

## 翻訳の例
| 翻訳書                          | ヨハネ3:16 (カンナダ語) |
| ------------------------------- | --- |
| The Bible in Kannada            | ದೇವರು ಲೋಕವನ್ನು ಎಷ್ಟೋ ಪ್ರೀತಿಮಾಡಿ ತನ್ನ ಒಬ್ಬನೇ ಮಗನನ್ನು ಕೊಟ್ಟನು; ಆತನನ್ನು ನಂಬುವ ಯಾವನಾದರೂ ನಾಶವಾಗದೆ ನಿತ್ಯಜೀವ ವನ್ನು ಪಡೆದವನಾಗಿರುವನು.                                                        |
| The Bible in Romanized Kannnada | Dēvaru lōkavannu eṣṭō prītimāḍi tanna obbanē maganannu koṭṭanu; ātanannu nambuva yāvanādarū nāśavāgade nityajīva vannu paḍedavanāgiruvanu. |

## 参照項目
- インドのキリスト教 (Christianity in India)
- カルナータカ州の宗教
- カンナダ語
- 聖書翻訳
- 言語別聖書の一覧